# توفیق آلتین‌داغ
توفیق آلتین‌داغ (انگلیسی: Tevfik Altındağ؛ زادهٔ ۲۶ اکتبر ۱۹۸۸) بازیکن فوتبال اهل ترکیه است.
از باشگاه‌هایی که در آن بازی کرده‌است می‌توان به باشگاه فوتبال آدانااسپور، باشگاه ورزشی کوکائلی اسپور، باشگاه فوتبال آنکاراگوچو، و باشگاه فوتبال سیواس‌اسپور اشاره کرد.